# حبيل الذنب (ردفان)

تعديل مصدري - تعديل

حبيل الذنب هي إحدى قرى عزلة الحبيلين بمديرية ردفان التابعة لمحافظة لحج، بلغ تعداد سكانها 19 نسمة حسب تعداد اليمن لعام 2004.